# Папилломавирусы человека
Папилломавирусы человека (ПВЧ), или вирусы папилломы человека (ВПЧ, англ. human papillomavirus, HPV) — группа вирусов из семейства папилломавирусов, включающая 27 видов из 5 родов (Alphapapillomavirus, Betapapillomavirus, Gammapapillomavirus, Mupapillomavirus и Nupapillomavirus) и более 170 типов (штаммов).
Около 85% сексуально активных женщин и 90% сексуально активных мужчин инфицируется ВПЧ в течение всей жизни. 660 млн человек в мире уже инфицировано ВПЧ (12 % населения планеты). 750 тысяч случаев ВПЧ-ассоциированных раков и 32 млн случаев аногенитальных бородавок ежегодно регистрируются в мире. Ежегодно более 300 тысяч человек умирают от раковых заболеваний, вызванных ВПЧ. ВПЧ является наиболее распространённым заболеванием, передающимся половым путём, в США, России и многих других странах.
Само по себе инфицирование ВПЧ не означает доказательства сексуального контакта, поскольку стандартный жизненный цикл вируса рассчитан на заражение через микротрещины в коже. Заражение через слизистые оболочки лишь более эффективно и потому чаще встречается. Заражение вирусом возможно через общие предметы или даже рукопожатие. Заражению через предметы и кожу других людей способствует экстремальная устойчивость ВПЧ к антисептикам.

## Классификация
Группа была зарегистрирована Международным комитетом по таксономии вирусов (ICTV) как единый вид Human papilloma virus в 1971 году. В 2003 его окончательно разделили на 27 видов в 5 родах, а в 2010 эти виды переименовали так, чтобы их научные названия отражали род, к которому они относятся. Все виды папилломавирусов человека, зарегистрированные в 2003 году, сведены в таблицу ниже.
| Название вида в 2003—2010 гг.           | Другие типы (штаммы), включённые в вид                                 | Название вида с 2010 г. |
| --------------------------------------- | ---------------------------------------------------------------------- | ----------------------- |
| Human papillomavirus 1 (HPV1)           | —                                                                      | Mupapillomavirus 1      |
| Human papillomavirus 2 (HPV2)           | HPV27, HPV57                                                           | Alphapapillomavirus 4   |
| Human papillomavirus 4 (HPV4)           | HPV65, HPV95                                                           | Gammapapillomavirus 1   |
| Human papillomavirus 5 (HPV5)           | HPV8, HPV12, HPV14, HPV19, HPV20, HPV21, HPV25, HPV36, HPV47           | Betapapillomavirus 1    |
| Human papillomavirus 6 (HPV6)           | HPV11, HPV13, HPV44, HPV74, PcPV                                       | Alphapapillomavirus 10  |
| Human papillomavirus 7 (HPV7)           | HPV40, HPV43, HPV91                                                    | Alphapapillomavirus 8   |
| Human papillomavirus 9 (HPV9)           | HPV15, HPV17, HPV22, HPV23, HPV37, HPV38, HPV80                        | Betapapillomavirus 2    |
| Human papillomavirus 10 (HPV10)         | HPV3, HPV28, HPV29, HPV77, HPV78, HPV94                                | Alphapapillomavirus 2   |
| Human papillomavirus 16 (HPV16)         | HPV31, HPV33, HPV35, HPV52, HPV58, HPV67                               | Alphapapillomavirus 9   |
| Human papillomavirus 18 (HPV18)         | HPV39, HPV45, HPV59, HPV68, HPV70, HPV85                               | Alphapapillomavirus 7   |
| Human papillomavirus 26 (HPV26)         | HPV51, HPV69, HPV82                                                    | Alphapapillomavirus 5   |
| Human papillomavirus 32 (HPV32)         | HPV42                                                                  | Alphapapillomavirus 1   |
| Human papillomavirus 34 (HPV34)         | HPV73                                                                  | Alphapapillomavirus 11  |
| Human papillomavirus 41 (HPV41)         | —                                                                      | Nupapillomavirus 1      |
| Human papillomavirus 48 (HPV48)         | —                                                                      | Gammapapillomavirus 2   |
| Human papillomavirus 49 (HPV49)         | HPV75, HPV76                                                           | Betapapillomavirus 3    |
| Human papillomavirus 50 (HPV50)         | —                                                                      | Gammapapillomavirus 3   |
| Human papillomavirus 53 (HPV53)         | HPV30, HPV56, HPV66                                                    | Alphapapillomavirus 6   |
| Human papillomavirus 54 (HPV54)         | —                                                                      | Alphapapillomavirus 13  |
| Human papillomavirus 60 (HPV60)         | —                                                                      | Gammapapillomavirus 4   |
| Human papillomavirus 61 (HPV61)         | HPV72, HPV81, HPV83, HPV84, HPVcand62, HPVcand86, HPVcand87, HPVcand89 | Alphapapillomavirus 3   |
| Human papillomavirus 63 (HPV63)         | —                                                                      | Mupapillomavirus 2      |
| Human papillomavirus 71 (HPV71)         | —                                                                      | удалён                  |
| Human papillomavirus 88 (HPV88)         | —                                                                      | Gammapapillomavirus 5   |
| Human papillomavirus cand90 (HPVcand90) | —                                                                      | Alphapapillomavirus 14  |
| Human papillomavirus cand92 (HPVcand92) | —                                                                      | Betapapillomavirus 4    |

На основании способности индуцировать неопластические процессы папилломавирусы классифицируют на три группы:

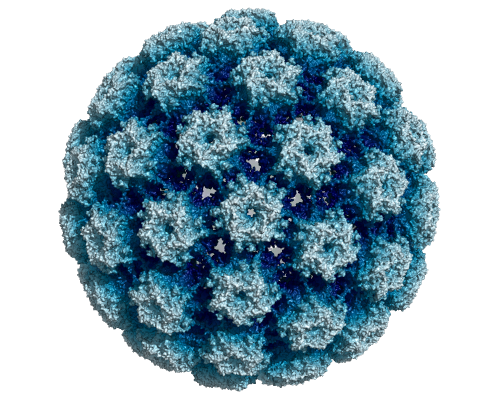
ВПЧ 16 типа

- Онкогенные папилломавирусы низкого онкогенного риска (HPV 3, 6, 11, 13, 32, 34, 40, 41, 42, 43, 44, 51, 61, 72, 73)
- Онкогенные папилломавирусы среднего онкогенного риска (HPV 30, 35, 45, 52, 53, 56, 58)
- ВПЧ 16 типаОнкогенные папилломавирусы высокого онкогенного риска (HPV 16, 18, 31, 33, 39, 50, 59, 64, 68, 70).

Деление на низко- и высокоонкогенные типы условно, потому что злокачественная опухоль может возникнуть на месте внедрения ВПЧ низкоонкогенного типа и не развиться на месте внедрения высокоонкогенного.

## Пути инфицирования
- Основным путём заражения аногенитальными бородавками (остроконечными кондиломами) является половой путь заражения.
- Презерватив не является 100%-й защитой от ВПЧ, так как инфицирование возможно через микротрещины кожи и слизистые оболочки.
- Возможно заражение папилломавирусом новорождённых при родах, что является причиной возникновения ларингеального (гортанного) папилломатоза у детей и аногенитальных бородавок у младенцев.

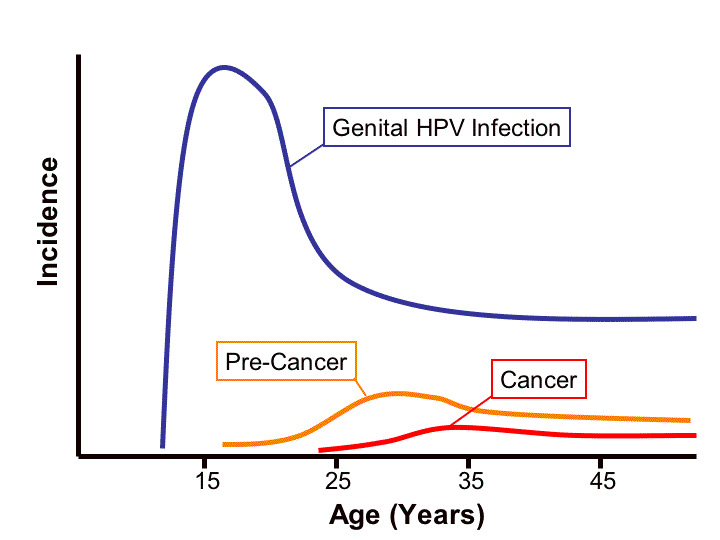
График числа заражений ВПЧ в зависимости от возраста человека. Заметен характерный всплеск по поражению вирусом подростков в начале сексуальной жизни около 15 лет. Рак от заражения ВПЧ начинает проявляться с 25 лет

- Возможно заражение бытовым путём, например, через прикосновение. Вирус папилломы человека способен существовать некоторое время в общественных График числа заражений ВПЧ в зависимости от возраста человека. Заметен характерный всплеск по поражению вирусом подростков в начале сексуальной жизни около 15 лет. Рак от заражения ВПЧ начинает проявляться с 25 летместах (туалеты, бани, бассейны, спортзалы) и проникать в организм человека через ссадины и царапины на коже[18][19].
- Возможно самозаражение (аутоинокуляция) при бритье, эпиляции[19].

Заразность вируса ВПЧ является предметом дискуссий. Часть источников оценивает вероятность заражения ВПЧ при одноразовом контакте без презерватива около 60-70 %. В то же время другие исследователи утверждают, что такая вероятность есть только у носителей ВПЧ с образованием папиллом, то есть у 10 % инфицированных вирусом. Важно понимать, что представление, будто заражение ВПЧ возможно только через слизистые оболочки, является заблуждением. Инфицирование через слизистые оболочки просто более эффективно для вируса, но не является даже его стандартным путем. Стандартный жизненный цикл ВПЧ рассчитан на проникновение через микротрещины в коже c целью поразить клетки дермиса. Сами микротрещины на коже образуются естественным путем от её сухости, небольших повреждений и т. п. Иными словами, ВПЧ хотя и с невысокой вероятностью, но способен заражать через контакт кожных покровов и даже через касание предметов, на которых имеются вирионы ВПЧ. Поэтому представление, что презерватив способен полностью защищать от ВПЧ — неверное, презерватив резко снижает вероятность инфицирования, но примерно такая же вероятность инфицирования — при оральном сексе. При использовании презервативов и отказе от орального секса и поцелуев все равно у 10 % пар, в которых один из партнёров был инфицирован ВПЧ, примерно за 6 месяцев регулярных контактов происходит перенос вируса. Как правило, это происходит через микротрещины в коже на руках при касании гениталий инфицированного человека.

## Распространённость в России
Восточная Европа относится к регионам с высоким уровнем инфицирования ВПЧ — инфицированы около 22 % населения. Наиболее часто встречаются HPV16 (3,2 %), HPV18 (1,4 %), HPV52 (0,9 %), HPV31 (0,8 %) и HPV58 (0,7 %), но распределение крайне неравномерное по регионам и социальным группам.
Группой ученых инфекционистов была проведена компиляция исследований по масштабам эпидемии ВПЧ в России, показывающая, что инфицирование ВПЧ среди тестируемых студентов достигает примерно 40 % и среди ВПЧ-позитивных около 60 % поражены более, чем одним видом ВПЧ. Среди всех возрастных групп распространение ВПЧ — около 20-30 % и разные исследования показывают сильно варьирующиеся результаты между регионами и социальными группами, что указывает на очаговый характер распространения ВПЧ.

## Структура и жизненный цикл вируса

### Структура
ВПЧ относится к безоболочечным вирусам, то есть с простым, но весьма устойчивым к антисептикам капсидом икосаэдрической формы. Внутри капсида вирус содержит двухцепочечную ДНК в виде замкнутого кольца. ДНК вируса многократно дублирует его белки, так как жизненный цикл вируса требует отрыва частей ДНК

### Жизненный цикл
ВПЧ является строго эпителиотропным, так как вначале поражает базальный слой эпителия кожи и слизистых оболочек гениталий и других органов (гортани, ротовой полости, глаз и др.). Жизненный цикл ВПЧ связан с дифференциацией эпителиальных клеток. Репликация ДНК ВПЧ происходит только в клетках базального слоя, а в клетках других слоев эпидермиса вирусные частицы лишь персистируют. Поскольку ВПЧ обычно мало проникают в кровь, то ограничены возможности иммунитета организма. После естественного инфицирования ВПЧ отмечаются низкая скорость сероконверсии и невысокий уровень продукции антител к ВПЧ: как правило, антитела, образующиеся после инфицирования одним типом возбудителя, не предотвращают инфицирование другими типами ВПЧ.

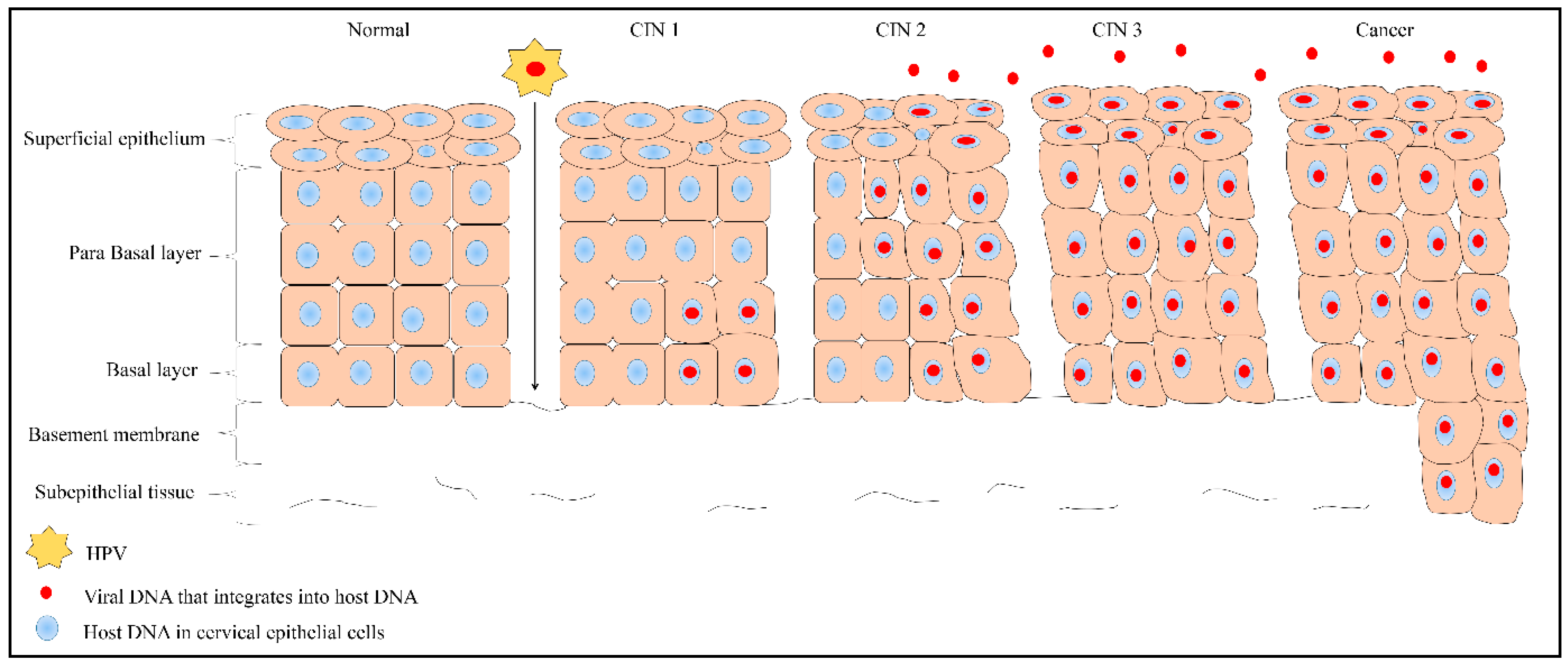
Стандартный механизм инфицирования ВПЧ: проникновение через микротрещину в коже с поражением клеток базального слоя эпителия

Развитие вируса происходит в два этапа. Сначала при заражении ВПЧ в клетках эпидермиса нарушается нормальный процесс дифференцировки клеток. Происходит клональная экспансия инфицированных ВПЧ-клеток базального слоя.
Первая фаза состоит в размыкании кольца ДНК и путем разрушения одной из копий генома L1, он продублирован в ДНК вируса более 100 раз, поэтому потеря одной копии гена не играет роли. Потом от ДНК отделяется кусок с генами E7 и E6 в виде мРНК, оставшаяся цепочка ДНК вируса прикрепляется к ДНК самой клетки, фактически становясь частью её генома. Для ДНК-вирусов такая глубокая генная модификация клетки является стандартным механизмом, около 8 % ДНК человека относятся к внедренной ДНК реликтовых вирусов, геном которых бесполезно копируется (см. эндогенные вирусные элементы).
Механизм развития онкологических заболеваний связан с экспрессией протеинов E7 и E6 направленных на нарушение функционирование ключевых белков клетки, отвечающих за функционирование её деления. Белок клетки p53 отвечает за инициирование репликации клетки по мере контроля фаз её жизненного цикла и блокирование опухолей. Белок ретинобластомы (pRB) запрещает репликацию клеток при обнаружении повреждений её ДНК и если клетка не достигла достаточной зрелости. Е7 и E6 прикрепляются к белкам p53 и pRB, инициируя запрос на деление и отключение контроля их генетической целостности, что приводит к неконтролируемому делению клеток и накапливанию мутаций клеточной ДНК. На этом этапе сборки капсида вируса не происходит и вирус ещё не способен к заражению других людей, однако визуально уже начинается рост бородавок (папиллом). Ключевая роль белков E6 и E7 на этой фазе развития ВПЧ позволяет сделать ПЦР-тест на их наличие, что используется для ранней диагностики инфицирования. Блокирование белков E6 и E7 также является основной идеей попыток разработки перспективных лечебных вакцин от ВПЧ, которые способны действовать уже после заражения ВПЧ и останавливать развитие папиллом и опухолей.
В стадии развитой инфекции клетки шиповатого слоя при переходе в зернистый оказываются наиболее активными в синтезе вирусной ДНК. Эта фаза жизненного цикла ВПЧ характеризует второй этап экспансии вирусной инфекции внутри эпидермиса. Экспрессия поздних генов L1 и L2 наступает на конечной стадии дифференцировки в роговом слое. Белки L1 и L2 отвечают за сборку капсида вируса и с началом их генерации начинается активная сборка зрелых вирусных частиц и их выделение из клеток на поверхности кожи. Участки кожи и слизистых оболочек, на поверхности которых происходит активное выделение и почкование вируса, представляют наибольшую опасность для контактного заражения.

## Клинические проявления
Папилломавирусы человека известны достаточно давно, именно они вызывают бородавки.
В настоящее время известно уже более 600 типов (штаммов) папилломавирусов, обнаруженных у человека. Из них более 40 могут вызвать поражение аногенитального тракта (половые органы и перианальная область) мужчин и женщин и появление остроконечных кондилом. Одни из них безвредны, другие вызывают бородавки, некоторые вызывают рак.

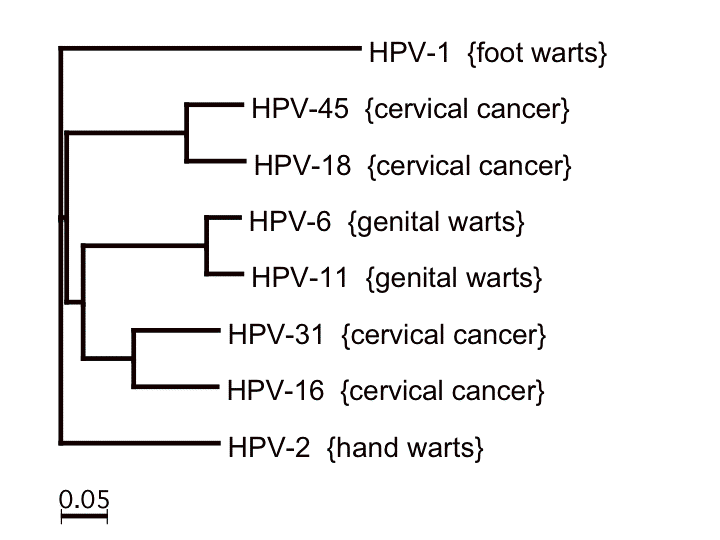
Дерево родственных ВПЧ с самыми опасными клиническими проявлениями

### Отсутствие клинических проявлений
Хотя распространение ВПЧ фактически носит характер пандемии, но не вызывает серьёзных последствий, так как в 90 % случаев заражение ВПЧ не влечёт каких-либо клинических проявлений и человек просто является носителем вируса, но может заражать остальных.

### Рак шейки матки
В 2008 году немецкий учёный Харальд цур Хаузен был удостоен Нобелевской премии за открытие роли ВПЧ как причины рака шейки матки.
Рак шейки матки (плоскоклеточная карцинома, Cervical cancer). При отсутствии вируса заболевание раком шейки матки не встречается.
Выявляется при кольпоскопическом и цитологическом, гистологическом исследовании.

### Аногенитальные бородавки

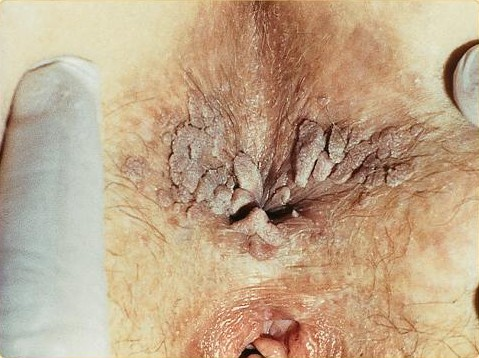
Аногенитальные бородавки от ВПЧ вокруг ануса

ВПЧ типа 6 и 11 типа вызывает 90 % аногенитальных бородавок, также за их образование отвечает ВПЧ 13, 16, 18, 31, 33, 35 типов.
Аногенитальные бородавки в анусе часто путают с геморроем, хотя даже внешний вид заболеваний сильно отличается. Аногенитальные бородавки представляют собой множество папиллом вокруг ануса, геморрой представляет визуально собой геморроидальные узлы прямо в анусе.

### Папилломы на подошвах ног
ВПЧ типов 1-4 отвечает за вирусы, проявляющиеся на подошве ног, они напоминают мозоли.

### Плоские и обычные бородавки
ВПЧ типов 10, 28 и 49 способны приводить к появлению плоских бородавок, а ВПЧ 27 — обычных бородавок.

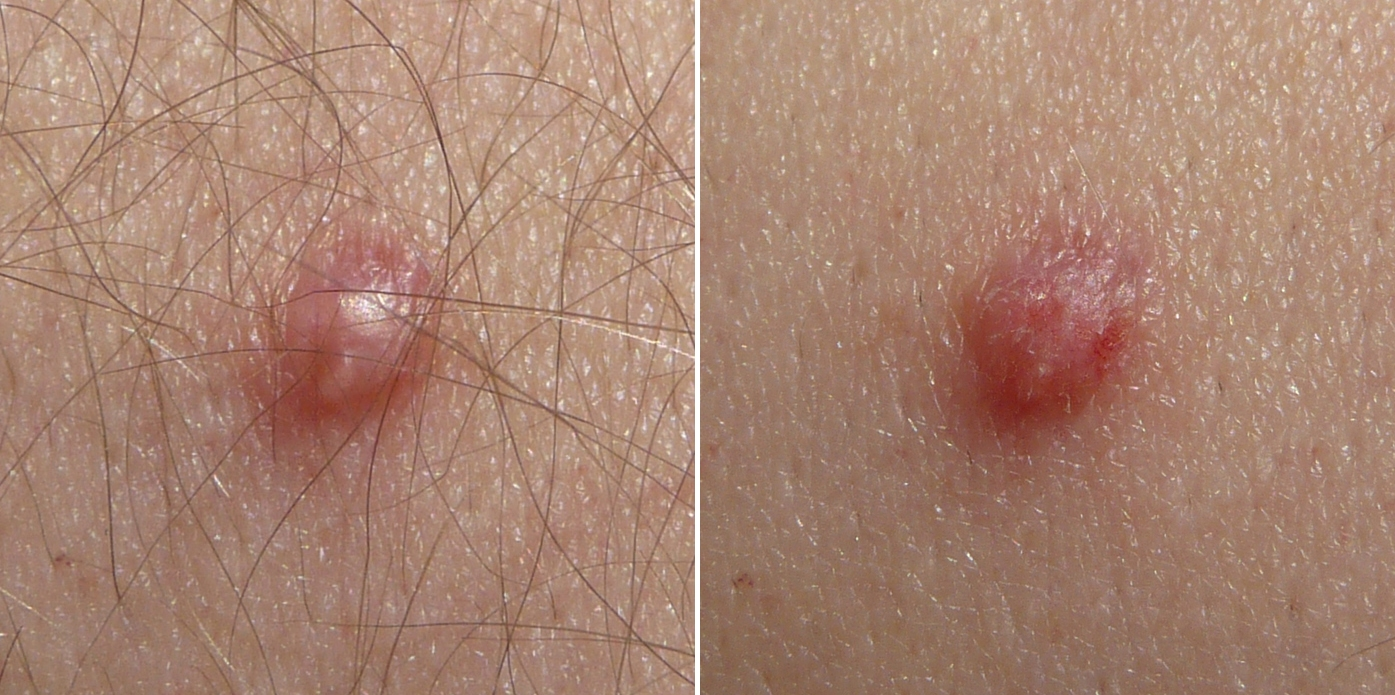
Вызванные ВПЧ остроконечные папилломы

### Онкогенные ВПЧ
Хотя ВПЧ вызывает обычно из онкогенных проявлений рак шейки матки, но возможны и различные другие проявления.

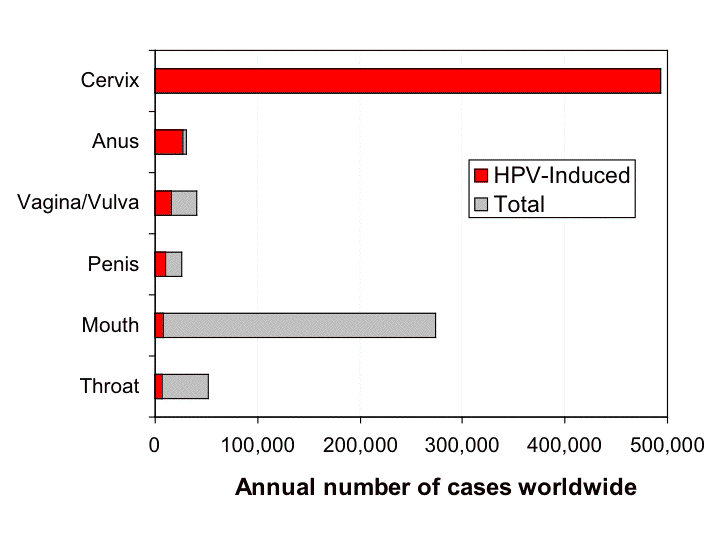
Виды рака и ВПЧ, выявленные с ним (выделены красным)

Наиболее частыми онкогенными проявлениями диагностируемых вместе с ВПЧ являются:
- Рак анального канала — 80 %.
- Рак влагалища — 70 %.
- Рак ротовой полости и глотки — 30 %.
- Рак полового члена — 50 %.

Отметим, что хотя ВПЧ обнаруживается у больных данными видами рака с указанными процентом, но не доказано, что ВПЧ являлся единственной или основной причиной рака как в случае рака шейки матки.
Самые опасные онкогенные ВПЧ — это 16, 18, 30, 31, 33, 39, 40, 42, 43, 52, 55, 57-59, 61, 62, 67-70 типы — их называют ВПЧ высокого онкогенного риска.

## Резистентность
ВПЧ является чрезвычайно устойчивым к антисептикам вирусом из-за прочного капсида, и многие классические медицинские антисептики неэффективны против вируса. Вирус также устойчив при нахождении на поверхностях. Дегидрация оказывает медленное влияние на вирус, и 50 % вирусов ВПЧ остаются активными через 3 дня при комнатной температуре, через 7 дней около 30 % вирусов также активны.
Как антисептик часто используется 90%-й этанол в течение не менее 1 минуты. Другими вариантами является 2 % глутарового альдегида и 30 % савлона, которые являются достаточно токсичными и поэтому применяются широко только в животноводстве для дезинфекций.
Высокая устойчивость ВПЧ к средствам дезинфекции является предметом постоянных исследований. Попытка применения антисептиков широкого действия обычно против ВПЧ неэффективно как и резко падает эффективность даже рабочих антисептиков при снижении концентрации действующего вещества. Так, этанол 95%-й концентрации убивает 86 % вирусов, а типичный для спиртовых салфеток и антисептиков 75%-й этанол убивает только 16 % вирусов ВПЧ, то есть неэффективен.
99,99%-е удаление ВПЧ производит гипохлорит натрия (часто неприменим для кожи из-за токсичности) и перуксусная кислота с серебром, где не менее 1,2 % серебра.
Вместе с тем, ультрафиолетовое излучение от кварцевых ламп показывает высокую эффективность разрушения ВПЧ, но УФ-излучение нельзя применять для кожи человека, то есть это вызывает эритему. Поэтому кварцевание эффективно для удаления ВПЧ с предметов и поверхностей.
Экстремальная устойчивость ВПЧ к обычным средствам дезинфекции приводит к тому, что встречаются случаи заражения ВПЧ при осмотре у гинекологов из-за того, что часть инструментов гинекологов многоразовые и не могут быть дезинфицированы в медицинских автоклавах высокой температурой, так как она их может повредить.

## Диагностика
Диагностика вируса усложнена большим количеством штаммов вируса, которые существенно отличаются друг от друга, поэтому обычно требуется несколько различных лабораторных тестов, чтобы найти тип вируса, который поразил человека. Обычно группу тестов можно выполнять на одном заборе биоматериала.

### Клинический осмотр
По характерной клинической картине выявляются все виды бородавок, остроконечные кондиломы. При наличии аногенитальных бородавок обязателен осмотр шейки матки, по показаниям — для исключения эндоуретральных кондилом — уретроскопия.

### Типы вирусов и диагностика
ВПЧ имеет более 100 видов, что усложняет диагностические анализы, так как неясно, какие именно типы вируса искать. При этом медики обычно исходят из того, что 90 % всех случаев заражения вирусом приходится на 6 и 11 типы, поэтому они обязательно включаются в тесты.
При раке шейки матки в 95 % находят ВПЧ около 20 типов, наиболее часто 16 и 18 типов — 50 и 10 % соответственно.

### Типирование с помощью ПЦР

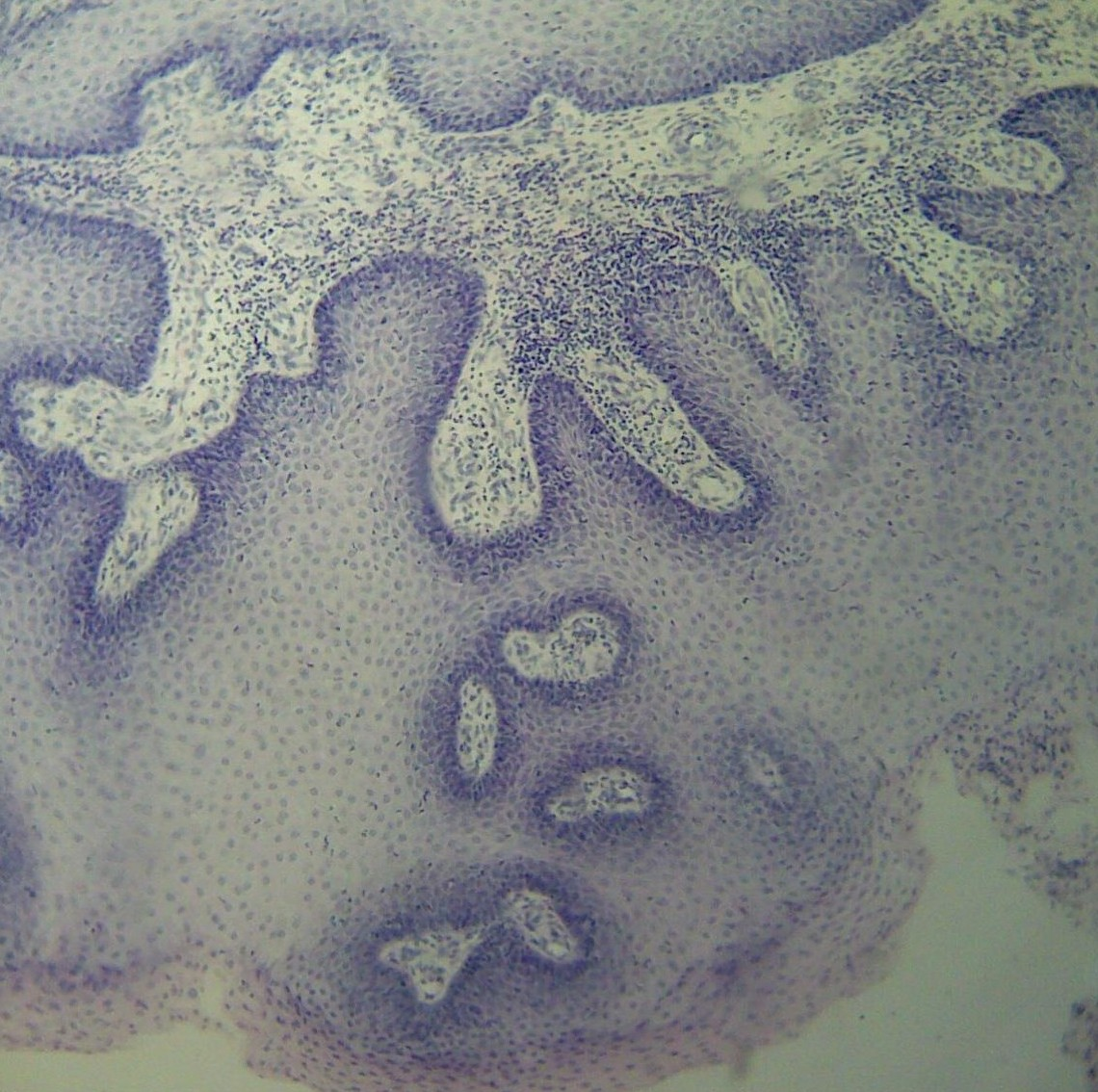
Папиллома кожи

Метод ПЦР имеет большую диагностическую значимость и позволяет идентифицировать отдельные типы ВПЧ. Тест производится на наличие ДНК ВПЧ. Однако технологии ПЦР позволяют тесту срабатывать даже на один обнаруженный экземпляр ДНК вируса. Дело в том, что даже одной копии ДНК вируса достаточно для запуска цепной реакции теста ПЦР, что может вызывать эффект гипердиагностики. Чувствительность современных тестов ПЦР позволяет обнаружить 1 копию ДНК вируса на 100 тысяч эпителиальных клеток. Метод ПЦР с детекцией результатов в режиме реального времени, позволяет определить количество ДНК клинически значимых типов ВПЧ в образце. Небольшое количество копий ВПЧ не обязательно приводит к клиническим проявлениям.

## Лечение папилломавирусной инфекции
Согласно исследованиям Центров по контролю и профилактике заболеваний США, естественный иммунитет самостоятельно справляется с вирусом в организме в течение 2 лет в 90 % случаев.
Радикальной терапии папилломавируса не существует, то есть нет препаратов и методов, которые бы позволяли устранить вирус из организма человека полностью. Врачи лечат только последствия действия вируса, то есть удаляют бородавки, первичные стадии раковых заболеваний (ткани с клеточными изменениями).
Средствами удаления поражённых тканей могут быть:
- хирургическое удаление;
- электрокоагуляция;
- лазерокоагуляция углекислым или неодимовым лазером;
- криодеструкция жидким азотом (аппликационная и аэрозольная);
- химическое прижигание.

## Профилактика
Применение презервативов при сексуальных контактах снижает риск заражения ВПЧ половым путём, однако неизменным остаётся риск заражения другими путями.
Для предотвращения развития заболеваний в случае заражения ВПЧ женщинам рекомендуется ежегодно проходить исследование на дисплазию шейки матки.
Для эффективной профилактики заболеваний, вызванных ВПЧ, используется вакцинация против ВПЧ, за 12 лет применения показавшая свою высокую эффективность и достаточную безопасность.
В США была разработана вакцина Gardasil, которая рекомендована 16 июня 2006 года Консультативным комитетом по практике иммунизации (англ. Advisory Committee on Immunization Practices, ACIP) к применению как защита от рака шейки матки и других заболеваний женщин, вызываемых ВПЧ. Вакцина эффективна против четырёх видов вируса ВПЧ: 6, 11, 16 и 18, ретроспективный анализ показал снижение заболеваемости инвазивным раком шейки матки не менее, чем в два раза Вакцинация проводится девочкам, начиная с 11—12 лет, троекратно. Цена 1 инъекции — 120 долларов США (360 для полной иммунизации). Подобная вакцина применяется и в некоторых странах Европы, (например Греции, но уже по цене 185 евро за инъекцию в 2007 г.). Вакцинация против ВПЧ проводится в Израиле как часть рутинной программы вакцинации на станциях «Типат Халав» и в школах бесплатно, причём не только девочкам, но и мальчикам. В России вакцина Гардасил зарегистрирована в 2006 году и также доступна для применения.
Другая вакцина, Церварикс, эффективна для ВПЧ 16 и 18 — появилась на рынке позже, доступна и разрешена для применения с 10 лет.
Российские специалисты говорят о необходимости проведения вакцинации против ВПЧ на национальном уровне.
ВОЗ рекомендует вакцинировать не только девочек, но и мальчиков с целью предотвратить циркулирование вируса. В Австралии с 2007 г. прививают девочек и с 2011 г. — мальчиков, в результате в 2018 году на 92 % снизилось инфицирование населения наиболее онкогенными видами ВПЧ.
В 2018 г. CDC США разрешило вакцинацию для мужчин и женщин старше 27 лет, вплоть до 45 лет. Раньше её считали эффективной только до 27 лет. По данным на конец 2018 года вакцинация женщин эффективна вплоть до достижения ими 50 лет.